# Paepalanthus diffissus
Paepalanthus diffissus är en gräsväxtart som beskrevs av Harold Norman Moldenke. Paepalanthus diffissus ingår i släktet Paepalanthus och familjen Eriocaulaceae. Inga underarter finns listade i Catalogue of Life.